# Grand Prix Monaka 1997
Grand Prix Monaka 1997 (55e Grand Prix Automobile de Monaco), 5. závod 48. ročníku mistrovství světa jezdců Formule 1 a 39. ročníku poháru konstruktérů, historicky již 602. grand prix, se již tradičně odehrála na okruhu v Monte Carla.

## Výsledky

### Kvalifikace
| Pořadí | Číslo | Jezdec                | Konstruktér       | Čas      | Odstup |
| ------ | ----- | --------------------- | ----------------- | -------- | ------ |
| 1      | 4     | Heinz-Harald Frentzen | Williams-Renault  | 1:18.216 |        |
| 2      | 5     | Michael Schumacher    | Ferrari           | 1:18.235 | +0.019 |
| 3      | 3     | Jacques Villeneuve    | Williams-Renault  | 1:18.583 | +0.367 |
| 4      | 12    | Giancarlo Fisichella  | Jordan-Peugeot    | 1:18.665 | +0.449 |
| 5      | 10    | David Coulthard       | McLaren-Mercedes  | 1:18.779 | +0.563 |
| 6      | 11    | Ralf Schumacher       | Jordan-Peugeot    | 1:18.943 | +0.727 |
| 7      | 16    | Johnny Herbert        | Sauber-Petronas   | 1:19.105 | +0.889 |
| 8      | 9     | Mika Häkkinen         | McLaren-Mercedes  | 1:19.119 | +0.903 |
| 9      | 7     | Jean Alesi            | Benetton-Renault  | 1:19.263 | +1.047 |
| 10     | 22    | Rubens Barrichello    | Stewart-Ford      | 1:19.295 | +1.079 |
| 11     | 17    | Nicola Larini         | Sauber-Petronas   | 1:19.468 | +1.252 |
| 12     | 14    | Olivier Panis         | Prost-Mugen-Honda | 1:19.626 | +1.410 |
| 13     | 1     | Damon Hill            | Arrows-Yamaha     | 1:19.674 | +1.458 |
| 14     | 18    | Mika Salo             | Tyrrell-Ford      | 1:19.694 | +1.478 |
| 15     | 6     | Eddie Irvine          | Ferrari           | 1:19.723 | +1.507 |
| 16     | 2     | Pedro Diniz           | Arrows-Yamaha     | 1:19.860 | +1.644 |
| 17     | 8     | Gerhard Berger        | Benetton-Renault  | 1:20.199 | +1.983 |
| 18     | 21    | Jarno Trulli          | Minardi-Hart      | 1:20.349 | +2.133 |
| 19     | 23    | Jan Magnussen         | Stewart-Ford      | 1:20.516 | +2.300 |
| 20     | 20    | Ukjó Katajama         | Minardi-Hart      | 1:20.606 | +2.390 |
| 21     | 15    | Šindži Nakano         | Prost-Mugen-Honda | 1:20.961 | +2.745 |
| 22     | 19    | Jos Verstappen        | Tyrrell-Ford      | 1:21.290 | +3.074 |

### Závod
| Pořadí | Číslo | Jezdec                | Konstruktér       | Kola | Čas/odstoupení  | Start | Body |
| ------ | ----- | --------------------- | ----------------- | ---- | --------------- | ----- | ---- |
| 1      | 5     | Michael Schumacher    | Ferrari           | 62   | 2:00:05.654     | 2     | 10   |
| 2      | 22    | Rubens Barrichello    | Stewart-Ford      | 62   | +53.306         | 10    | 6    |
| 3      | 6     | Eddie Irvine          | Ferrari           | 62   | +1:22.108       | 15    | 4    |
| 4      | 14    | Olivier Panis         | Prost-Mugen-Honda | 62   | +1:44.402       | 12    | 3    |
| 5      | 19    | Mika Salo             | Tyrrell-Ford      | 61   | +1 kolo         | 14    | 2    |
| 6      | 12    | Giancarlo Fisichella  | Jordan-Peugeot    | 61   | +1 kolo         | 4     | 1    |
| 7      | 23    | Jan Magnussen         | Stewart-Ford      | 61   | +1 kolo         | 19    |      |
| 8      | 18    | Jos Verstappen        | Tyrrell-Ford      | 60   | +2 kola         | 22    |      |
| 9      | 8     | Gerhard Berger        | Benetton-Renault  | 60   | +2 kola         | 17    |      |
| 10     | 20    | Ukjó Katajama         | Minardi-Hart      | 60   | +2 kola         | 20    |      |
| Ret    | 4     | Heinz-Harald Frentzen | Williams-Renault  | 39   | Nehoda          | 1     |      |
| Ret    | 15    | Šindži Nakano         | Prost-Mugen-Honda | 36   | Nehoda          | 21    |      |
| Ret    | 17    | Nicola Larini         | Sauber-Petronas   | 24   | Nehoda          | 11    |      |
| Ret    | 7     | Jean Alesi            | Benetton-Renault  | 16   | Vyjetí z tratě  | 9     |      |
| Ret    | 3     | Jacques Villeneuve    | Williams-Renault  | 16   | Následky nehody | 3     |      |
| Ret    | 11    | Ralf Schumacher       | Jordan-Peugeot    | 10   | Nehoda          | 6     |      |
| Ret    | 16    | Johnny Herbert        | Sauber-Petronas   | 9    | Nehoda          | 7     |      |
| Ret    | 21    | Jarno Trulli          | Minardi-Hart      | 7    | Nehoda          | 18    |      |
| Ret    | 10    | David Coulthard       | McLaren-Mercedes  | 1    | Nehoda          | 5     |      |
| Ret    | 9     | Mika Häkkinen         | McLaren-Mercedes  | 1    | Kolize          | 8     |      |
| Ret    | 1     | Damon Hill            | Arrows-Yamaha     | 1    | Kolize          | 13    |      |
| Ret    | 2     | Pedro Diniz           | Arrows-Yamaha     | 0    | Vyjetí z tratě  | 16    |      |

## Průběžné pořadí šampionátu
Pohár jezdců
| Pořadí | Jezdec                | Body |
| ------ | --------------------- | ---- |
| 1      | Michael Schumacher    | 24   |
| 2      | Jacques Villeneuve    | 20   |
| 3      | Eddie Irvine          | 14   |
| 4      | Heinz-Harald Frentzen | 10   |
| 5      | David Coulthard       | 10   |

Pohár konstruktérů
| Pořadí | Konstruktér       | Body |
| ------ | ----------------- | ---- |
| 1      | Ferrari           | 38   |
| 2      | Williams-Renault  | 30   |
| 3      | McLaren-Mercedes  | 20   |
| 4      | Benetton-Renault  | 13   |
| 5      | Prost-Mugen-Honda | 9    |